# Святой Христофор (картина Босха)
«Святой Христофор» — картина нидерландского художника Иеронима Босха.
Св. Христофор был чрезвычайно любимым святым в эпоху позднего средневековья и считался защитником от эпидемий.
На картине изображен гигант в развевающемся за плечами красном плаще, который переходит реку, неся на спине младенца Иисуса. По легенде, св. Христофор служил царю и самому дьяволу в поисках могучего и достойного хозяина, и поиски завершились лишь после того, как отшельник обратил его в христианство. Отшельник стоит внизу справа у самой воды, но его скит в ветвях дерева превращён в разбитый кувшин, где лукавый устроил таверну. Выше изображён человек, карабкающийся по ветке к пчелиному улью — традиционному символу пьянства. На дальнем берегу реки из-за развалин показывается дракон, и его появление приводит в ужас купальщика. Ещё дальше, почти у самого горизонта, виден объятый заревом город. Все эти зловещие детали напоминают пейзаж на боковых частях триптиха «Воз сена», но, в отличие от паломника, св. Христофор надёжно защищён тем, кого он несёт на спине.